# The Writing's on the Wall
The Writing's on the Wall (Tạm dịch: Nét chữ trên Bức tường) là album phòng thu thứ hai của nhóm nhạc nữ người Mỹ Destiny's Child, phát hành vào ngày 27 tháng 7 năm 1999 tại Hoa Kỳ. Album được sản xuất bởi Missy Elliott, Kevin "She'kspere" Briggs, Rodney Jerkins, và Beyoncé Knowles kèm theo sự xuất hiện của nghệ sĩ nhạc rap Missy Elliott và ban nhạc R&B Next. The Writing's on The Wall phát hành 4 đĩa đơn, trong đó có ca khúc quán quân "Bills, Bills, Bills", "Say My Name", "Jumpin, Jumpin" và "Bug a Boo". Đây đồng thời là album cuối cùng của nhóm có xuất hiện ba thành viên LaTavia Roberson, LeToya Luckett và Farrah Franklin.
Album chủ yếu được viết lời và sản xuất bởi Kevin "She'kspere" Briggs và thành viên của nhóm Xscape, Kandi Burruss. "Bills, Bills, Bills" và "Bug a Boo" chính là hai ca khúc đầu tiên được viết lời bởi nhóm.
Album xuất hiện lần đầu tiên với vị trí thứ sáu trên bảng xếp hạng Billboard 200 vào ngày 14 tháng 8 năm 1999 với 132,000 bản được bán trong tuần đầu phát hành. Sau đó, ca khúc di chuyển lên vị trí thứ năm vào ngày 6 tháng 5 năm 2000. Album đã giúp nhóm nhận được sáu đề cử giải Grammy cho Trình diễn Song ca hoặc Nhóm nhạc R&B Xuất sắc nhất (hai lần), Bài hát R&B Xuất sắc nhất (hai lần), Ghi âm của Năm và Bài hát của Năm. The Writing's on The Wall sau đó đã được chứng nhận 8 đĩa Bạch kim do tổ chức RIAA trao tặng vào ngày 6 tháng 11 năm 2001. Album đến nay đã tiêu thụ tổng cộng 16 triệu bản toàn thế giới.
Tạp chí Billboard đã liệt kê The Writing's on the Wall đứng vị trí 39 trong danh sách 200 Album của Thập kỷ.

## Diễn biến trên bảng xếp hạng
| Đánh giá chuyên môn  | Đánh giá chuyên môn |
| Nguồn đánh giá       | Nguồn đánh giá      |
| Nguồn                | Đánh giá            |
| -------------------- | ------------------- |
| Allmusic             | [ 4 ]               |
| Entertainment Weekly | (B)                 |

Tại Mỹ, album đứng vị trí #6 trên bảng xếp hạng Billboard 200 vào ngày 14 tháng 8 năm 1999 với hơn 132,000 bản đã được tiêu thụ vào tuần đầu tiên và sau đó đã tụt xuống vị trí #10 chỉ với 100,000 bản được bán trong tuần tiếp đó. Album đã có thời gian xuất hiện dài nhất năm 1999 trong Top 20 với 1.6 triệu bản đã được bán vào cuối năm theo thống kê của Nielsen SoundScan. Với thành công của mình, album đã được chứng nhận 2 đĩa Bạch kim vào tháng 1 năm 2000. Sau chín tháng phát hành, album tiếp tục thành công nhờ đĩa đơn quán quân Billboard Hot 100 "Say My Name", giúp album trở lại Top 10 và giữ vị trí #5 vào ngày 5 tháng 5 năm 2005. Trong năm này, album đã dành 47 tuần trên 52 tuần trong Top 40 và trở thành album bán chạy thứ 10 của năm 2000 với 3.8 triệu bản đã được bán trong năm đó. The Writing's on the Wall đến nay đã tổng cộng dành 99 tuần liền trên bảng xếp hạng Billboard 200 (hè năm 1999 đến xuân năm 2001) và đã được chứng nhận 8 đĩa Bạch kim do tổ chức Recording Industry Association of America trao tặng vào ngày 8 tháng 11 năm 2001 với hơn 6.2 triệu bản được tiêu thủ tại Mỹ theo thống kê của Nielsen SoundScan.
Trên toàn thế giới, The Writing's on the Wall trở thành một thành công lớn với nhóm và là một trong những album R&B bán chạy nhất mọi thời đại. Album nhận được đĩa Vàng, Bạch kim, Bội Bạch kim khắp châu Âu và được chứng nhận 2 đĩa Bạch kim do tổ chức IFPI trao tặng vào đầu năm 2001 với tổng cộng 2 triệu album đã được bán. Tại Canada, dù không đứng vị trí quán quân nhưng album vẫn nhận được chứng nhận 5 đĩa Bạch kim (500,000 bản được bán), và nhận được 3 đĩa Bạch kim tại Anh, New Zealand và Australia. Đến nay, album đã tiêu thụ tổng cộng 16 triệu bản toàn thế giới.

## Danh sách ca khúc
1. "Mở đầu (The Writing's on the Wall)" (Beyoncé Knowles, LaTavia Roberson, Kelly Rowland, LeToya Luckett) – 2:05
2. "So Good" (Kevin "She'kspere" Briggs, Kandi Burruss, B. Knowles, L. Luckett, L. Roberson, K. Rowland) – 3:13
3. "Bills, Bills, Bills" (E. Phillips, Kandi, B. Knowles, L. Luckett, K. Rowland, L.Roberson) – 4:16
4. "Confessions" (cùng Missy Elliott) (M. Elliott, D. Holmes, G. Thomas) – 4:57
5. "Bug a Boo" (K. Briggs, Kandi, B. Knowles, L. Luckett, L. Roberson, K. Rowland) – 3:32
6. "Temptation" (Dwayne Wiggins, C. Wheeler, A. Ray, B. Knowles, K. Rowland, L. Luckett, L. Roberson) – 4:05
7. "Now That She's Gone" (Chris Valentine, K. Fambro, D. Boynton, T. Geter, L. Simmons, A. Simmons) – 5:35
8. "Where'd You Go" (P. Status, C. Stokes, L. Roberson, L. Luckett, K. Rowland, B. Knowles) – 4:15
9. "Hey Ladies" (K. Briggs, Kandi, B. Knowles, L. Luckett, L. Roberson, K. Rowland) – 4:16
10. "If You Leave" (cùng Next) (T. Turman, R. L. Hugger, C. Elliot, O. Hunter) – 4:35
11. "Jumpin, Jumpin" (R. Moore, Chad Elliot, B. Knowles) – 3:50
12. "Say My Name" (Rodney Jerkins, Fred Jerkins III, LaShawn Daniels, B. Knowles, L. Luckett, K. Rowland, L. Roberson) – 4:31
13. "She Can't Love You" (K. Briggs, Kandi, B. Knowles, L. Luckett, K. Rowland, L. Roberson) – 4:04
14. "Stay" (Darryl Simmons) – 4:51
15. "Sweet Sixteen" (D. Wiggins, J. Watley, B. Knowles, K. Rowland) – 4:12
16. "Kết thúc" (Amazing Grace... Gửi đến Andretta Tillman) – 2:38

| Bản quốc tế COL 494394 2 Đĩa Vinyl Bản đặc biệt tại Đức (đĩa Vinyl) | Bản quốc tế COL 494394 2 Đĩa Vinyl Bản đặc biệt tại Đức (đĩa Vinyl) | Bản quốc tế COL 494394 2 Đĩa Vinyl Bản đặc biệt tại Đức (đĩa Vinyl) | Bản quốc tế COL 494394 2 Đĩa Vinyl Bản đặc biệt tại Đức (đĩa Vinyl) |
| STT                                                                 | Nhan đề                                                             | Sáng tác                                                            | Thời lượng                                                          |
| ------------------------------------------------------------------- | ------------------------------------------------------------------- | ------------------------------------------------------------------- | ------------------------------------------------------------------- |
| 17.                                                                 | "Get on the Bus" (cùng Timbaland)"                                  | M. Elliott, Tim Mosley                                              | 4:44                                                                |

| Bản đặc biệt Houston | Bản đặc biệt Houston | Bản đặc biệt Houston |
| STT                  | Nhan đề              | Thời lượng           |
| -------------------- | -------------------- | -------------------- |
| 17.                  | "Can't Help Myself"  | 4:53                 |

| Bản đặc biệt tại Úc | Bản đặc biệt tại Úc                 | Bản đặc biệt tại Úc    | Bản đặc biệt tại Úc |
| STT                 | Nhan đề                             | Sáng tác               | Thời lượng          |
| ------------------- | ----------------------------------- | ---------------------- | ------------------- |
| 17.                 | "Get on the Bus" (cùng Timbaland)"  | M. Elliott, Tim Mosley | 4:44                |
| 18.                 | "No, No, No Part 1 (video ca nhạc)" |                        |                     |

| Đĩa CD kèm theo trong bản Giới hạn tại châu Âu | Đĩa CD kèm theo trong bản Giới hạn tại châu Âu     | Đĩa CD kèm theo trong bản Giới hạn tại châu Âu                                                                 | Đĩa CD kèm theo trong bản Giới hạn tại châu Âu |
| STT                                            | Nhan đề                                            | Sáng tác | Thời lượng                                     |
| ---------------------------------------------- | -------------------------------------------------- | --- | ---------------------------------------------- |
| 1.                                             | "Bills, Bills, Bills (Remix) (cùng Sporty Thievz)" | | 4:00                                           |
| 2.                                             | "No, No, No Part 2 (cùng Wyclef Jean)"             | | 3:33                                           |
| 3.                                             | "Say My Name (Timbaland remix)"                    | F. Jerkins III, T. Mosely, R. Jerkins, L. Luckett, L. Daniels, B. Knowles, L. Roberson, K. Rowland, S. Garrett | 7:33                                           |

| Đĩa CD kèm theo trong bản Giới hạn tại Anh Phiên bản phát hành lại ở châu Âu COL 494394 5 | Đĩa CD kèm theo trong bản Giới hạn tại Anh Phiên bản phát hành lại ở châu Âu COL 494394 5 | Đĩa CD kèm theo trong bản Giới hạn tại Anh Phiên bản phát hành lại ở châu Âu COL 494394 5 |
| STT                                                                                       | Nhan đề                                                                                   | Thời lượng                                                                                |
| ----------------------------------------------------------------------------------------- | ----------------------------------------------------------------------------------------- | ----------------------------------------------------------------------------------------- |
| 17.                                                                                       | "Independent Women Part I"                                                                |                                                                                           |
| 18.                                                                                       | "Independent Women Part II"                                                               |                                                                                           |
| 19.                                                                                       | "8 Days of Christmas"                                                                     |                                                                                           |
| 20.                                                                                       | "No, No, No Part 2 (cùng Wyclef Jean)"                                                    |                                                                                           |

## Những người thực hiện
| - Bill Ortiz – trumpet - Daryl Simmons – trống điện tử, đàn điện tử - D'Wayne Wiggins – guitar, sản xuất - Rodney Jerkins – sản xuất - Claudine Pontier – trợ lý kỹ thuật - James Hoover – kỹ sư - Steve Baughman – trợ lý hòa âm - Missy Elliott – người trình diễn - Jimmy Douglas – kỹ sư - Prince Charles Alexander – mixing - Vince Lars – saxophone - Albert Sanchez – photography - Blake Eiseman – kỹ sư - Dexter Simmons – hòa âm - Brian Springer – kỹ sư - Joey Swails – kỹ sư - Destiny's Child – người trình diễn chính - Dan Workman – kỹ sư - LaShawn Daniels – hướng dẫn thanh nhạc - Anthony Hardy – sản xuất | - Beyoncé Knowles – giọng chính, hát bè - LeToya Luckett – hát bè, giọng chính - LaTavia Roberson – hát bè, giọng chính - Mathew Knowles – giám đốc sản xuất, hòa âm - Kelly Rowland – giọng chính, hát bè - Michelle Williams – hát bè (ấn bản phát hành lại chỉ ở CD tặng kèm ở phiên bản Giới hạn "Independent Women Part I & II") - Farrah Franklin - hát bè (ấn bản phát hành lại chỉ ở CD tặng kèm ở phiên bản Giới hạn "Independent Women Part I & II") - Kenny Stallworth – trợ lý kỹ sư - Donald "Lenny" Holmes – sản xuất - K-Fam – sản xuất - Gerard Thomas – sản xuất - Chris Bell – kỹ sư - Brad Gildem – kỹ sư - Jean Marie Hurout – kỹ sư, mixing - Kevin "Shekspere" Briggs – sản xuất - Kevin "KD" Davis – hòa âm - Tara Geter Tillman – hát bè - Mike Calderon – kỹ sư - Jon Gass – kỹ sư - Thom "TK" Kidd – kỹ sư - Tony Williams – trống điện tử - Vernon J. Mungo - kỹ sư |

## Bảng xếp hạng
| Bảng xếp hạng (1999)            | Tổ chức                            | Vị trí | Chứng nhận              |
| ------------------------------- | ---------------------------------- | ------ | ----------------------- |
| Australian ARIA Albums Top 50   | ARIA                               | 2      | 3x Bạch kim (210,000)   |
| Austrian Albums Chart           | Media Control                      | 18     |                         |
| Belgian (Flanders) Albums Chart | Ultratop                           | 8      |                         |
| Belgian (Wallonia) Albums Chart | Ultratop                           | 19     |                         |
| Canada Top 50 Albums            | CRIA/Nielsen SoundScan             | 2      | 5x Bạch kim (500,000)   |
| Danish Albums Chart             |                                    | 16     | Vàng (30,000)           |
| Dutch Albums Chart              | MegaCharts                         | 3      | 2x Bạch kim (160,000)   |
| Finnish Albums Chart            |                                    | 15     |                         |
| French Albums Chart             | SNEP/IFOP                          | 32     | Vàng (150,000)          |
| German Albums Chart             | Media Control                      | 21     | Vàng (250,000)          |
| Japanese Albums Chart           | Oricon                             | 33     |                         |
| New Zealand Albums Chart        | RIANZ                              | 6      | 3x Bạch kim (45,000)    |
| Norwegian Albums Chart          | VG Nett                            | 6      | Vàng (30,000)           |
| Swedish Albums Chart            | GLF                                | 21     | Vàng (50,000)           |
| Swiss Albums Chart              | Media Control                      | 23     | Vàng (45,000)           |
| UK Albums Chart                 | BPI/The Official UK Charts Company | 10     | 3x Bạch kim (900,000)   |
| U.S. Billboard 200              | Billboard                          | 5      | 8x Bạch kim (8,000,000) |
| U.S. Top R&B/Hip-Hop Albums     | Billboard                          | 2      | 8x Bạch kim (8,000,000) |